# Eumantispa araucariae
Eumantispa araucariae är en insektsart som beskrevs av Eduard Handschin 1961. Eumantispa araucariae ingår i släktet Eumantispa och familjen fångsländor. Inga underarter finns listade i Catalogue of Life.